# Abrigo para animais

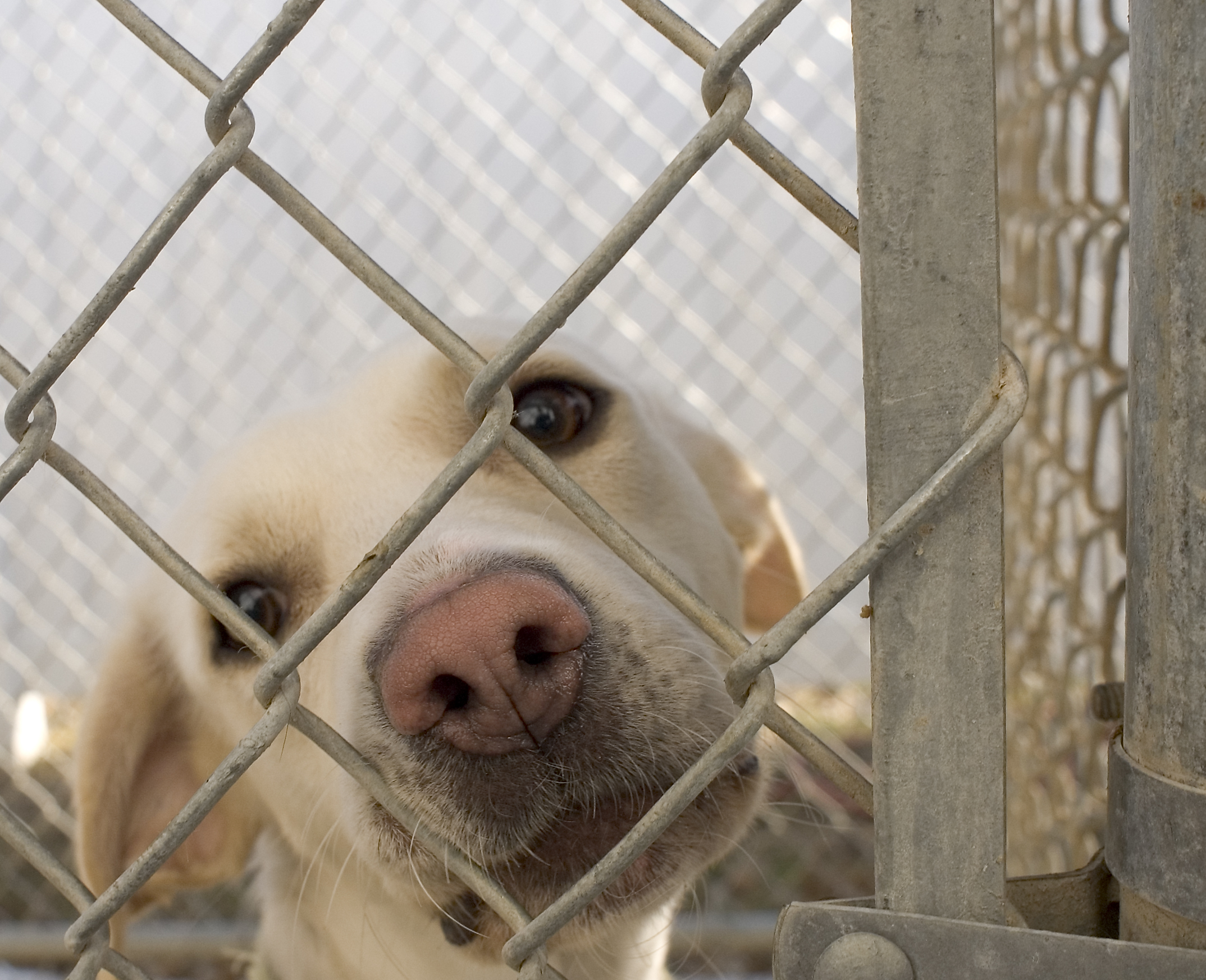

Abrigos para animais (também chamados de zoocômios ou Abrigo de animais), tais como canis e gatis, são locais especialmente construídos para alojar determinados animais, frequentemente os abandonados. Os Canis são também conhecidos como locais para criação de cães de raças determinadas. Podem ser obras de ONGs, pessoas solidárias, governamentais, ou por empresas privadas, algumas, inclusive que proporcionam o serviço para donos ausentes ou que viajarão, o fazem em troca de diária, verdadeiros "Hotéis para animais". Estes não podem ser considerados especificamente abrigos, já que necessitam pagamento.

## Tipos de abrigos
Há muitos tipos distintos:

### Abrigos "Portas-Abertas"
Um abrigo que aceita todos os animais doados, sem uma lista de espera ou horário marcado. Em geral não requerem pagamento, nem discriminam raça, idade, e, na maioria das vezes espécie. Estes, após um certo período, dispõe os animais recebidos para adoção, ou em caso de espécies protegidas por lei, diretamente ao órgão relacionado à preservação de espécie do país. No Brasil, o Ibama.

### Santuário de animais
Os santuários de animais cuidam dos animais durante o resto de suas vidas, sem necessariamente buscar um destino ou disponibilizá-los para a adoção. Muitos destes estabelecimentos aceitam a animais não-adotáveis, como animais selvagens, que foram abusados fisicamente (em sua maioria em circos) como gorilas, e que necessitam de cuidados especiais, ou animais em estado médico que faz sua adoção difícil e pouco provável.

### Organização de resgate
Estas organizações não são em si abrigos, mas possuem o mesmo objetivo. Os abrigos de animais geralmente são dedicados a cuidar de diferentes tipos de animais, enquanto que a maioria das organizações de resgate trabalham com um tipo ou raça específica de animal, e, têm voluntários que tem os animais em suas casas, até sua adoção. Também conhecido em alguns países como "Casa provisória".